# رولي جنكينز
رولي جنكينز (24 نوفمبر 1918 - 22 يوليو 1995 بورسستر في المملكة المتحدة) (بالإنجليزية: Roly Jenkins)‏ هو لاعب كريكت بريطاني (وحمل سابقاً جنسية المملكة المتحدة لبريطانيا العظمى وأيرلندا). شارك مع منتخب إنجلترا للكريكت.

## وصلات خارجية
- رولي جنكينز على موقع إي آس بي آن كريك إنفو (الإنجليزية)